# Kolej leśna w Bad Muskau

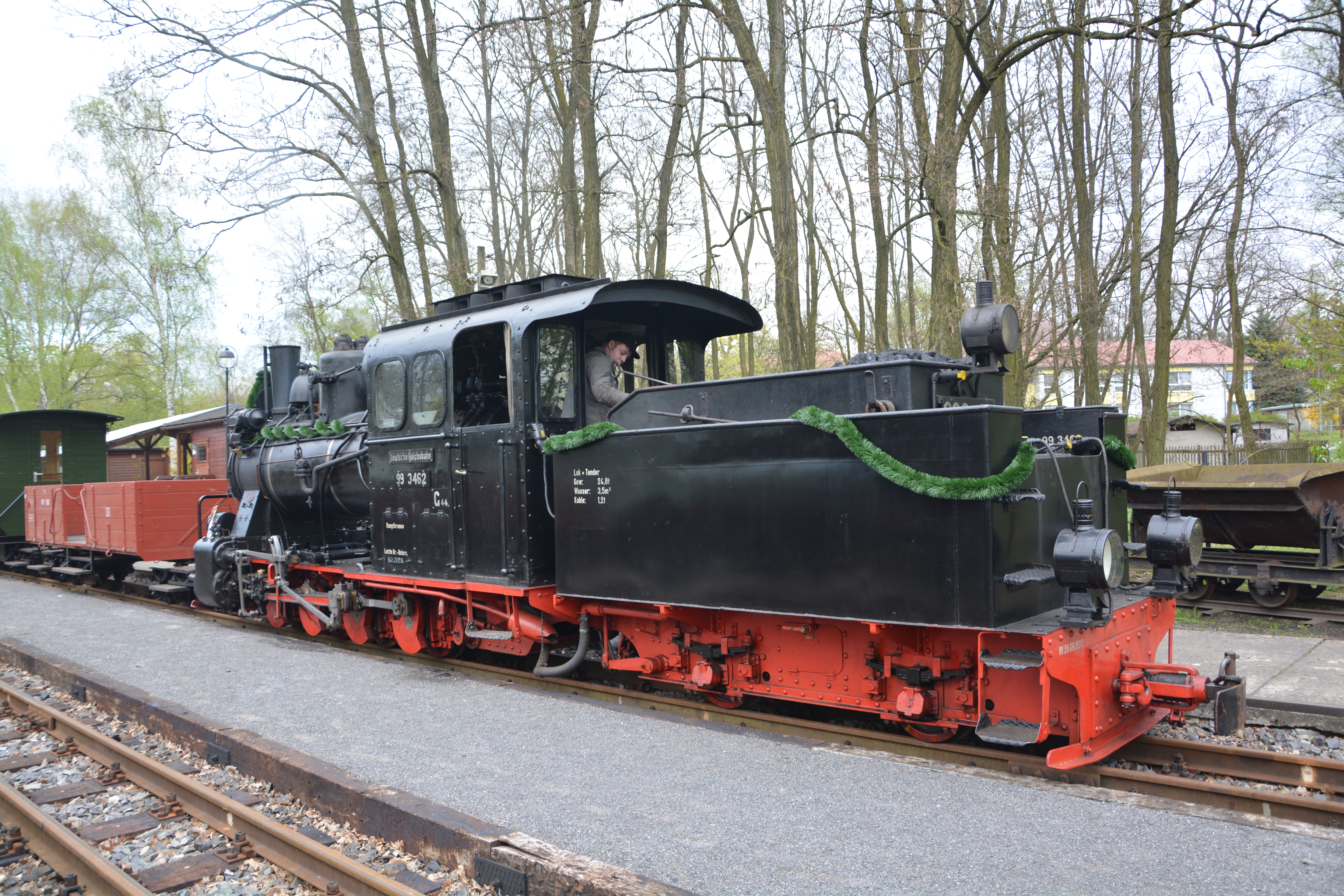
Skład z parowozem 99 3462

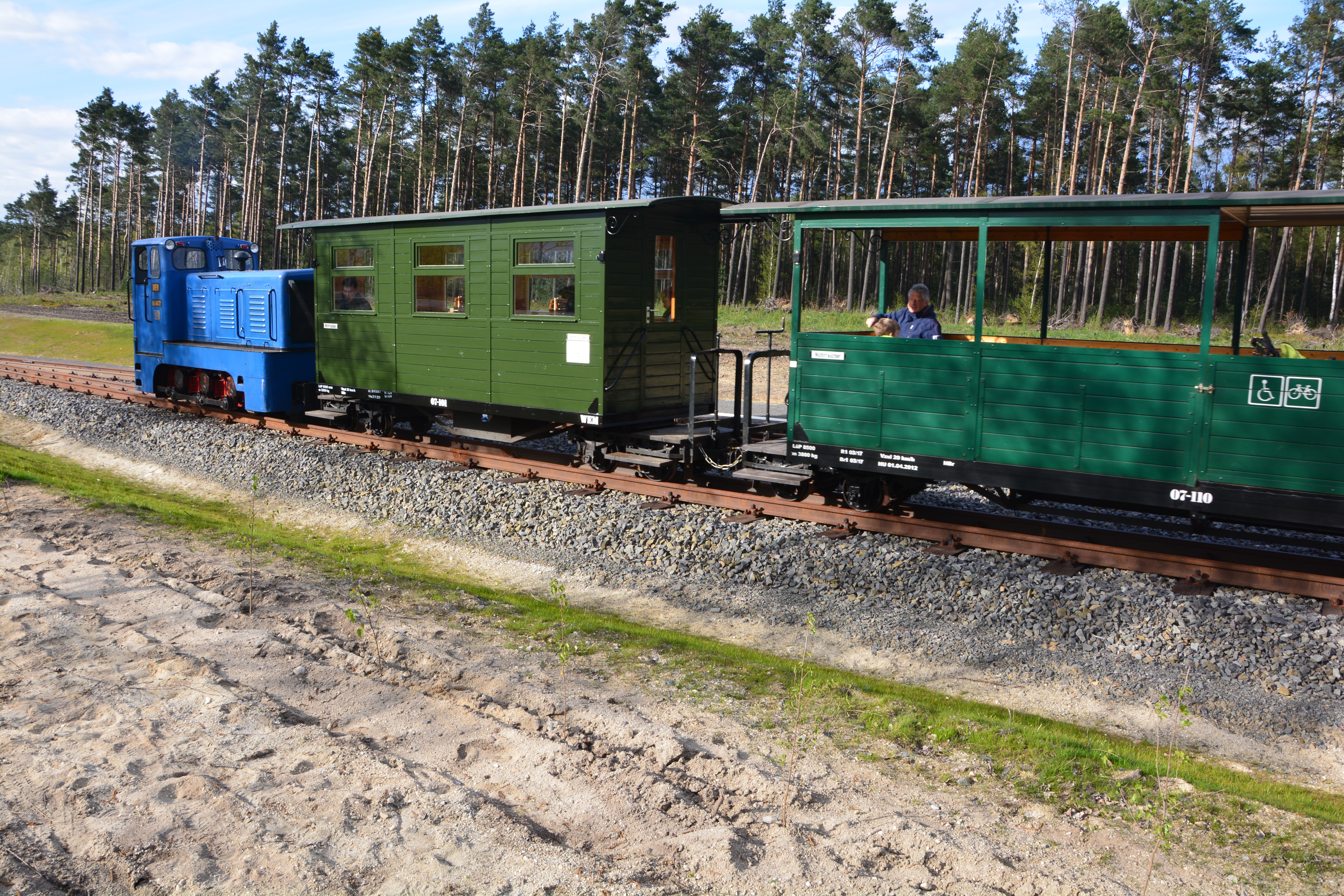
Skład

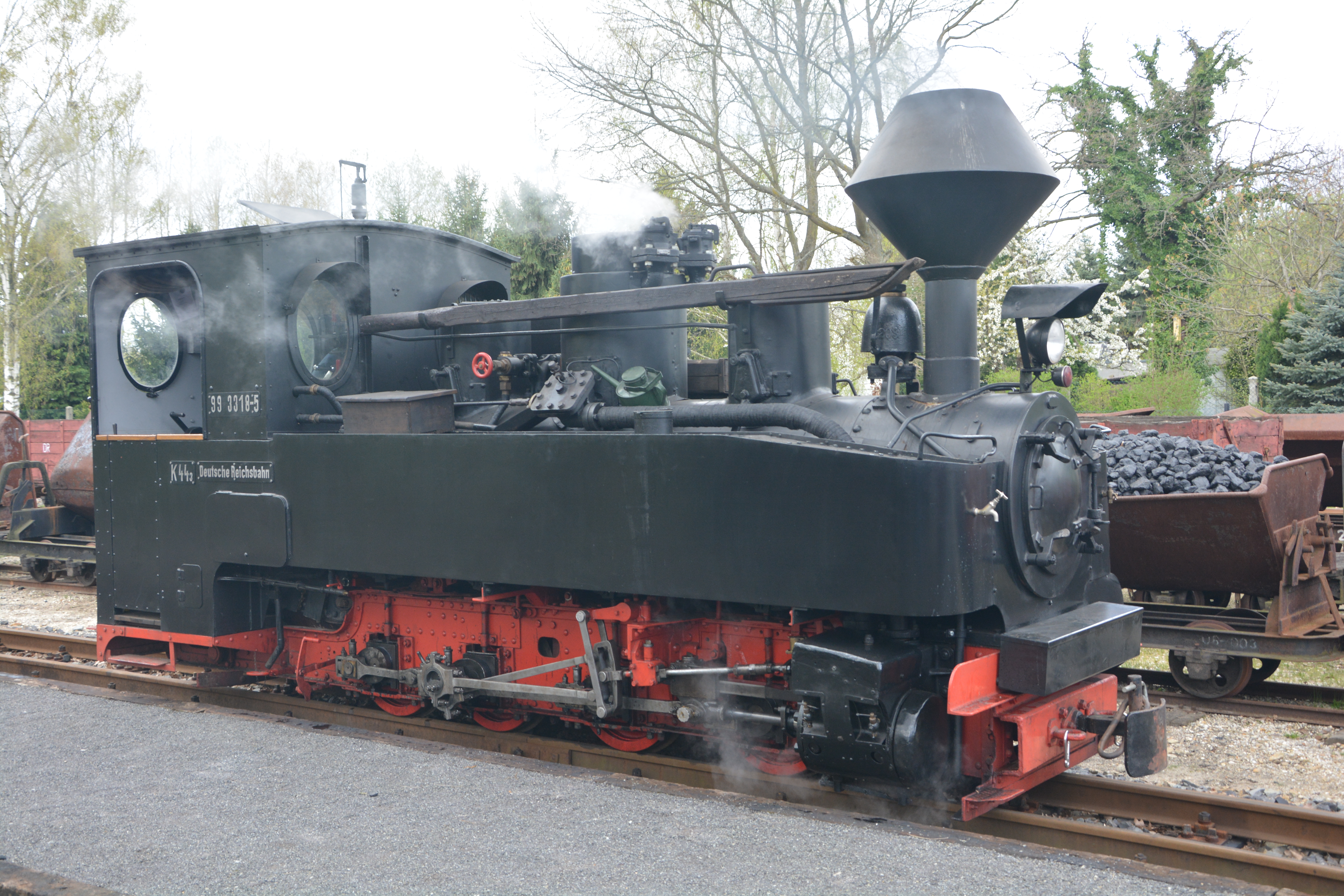
Parowóz 99 3318-5 typu HF

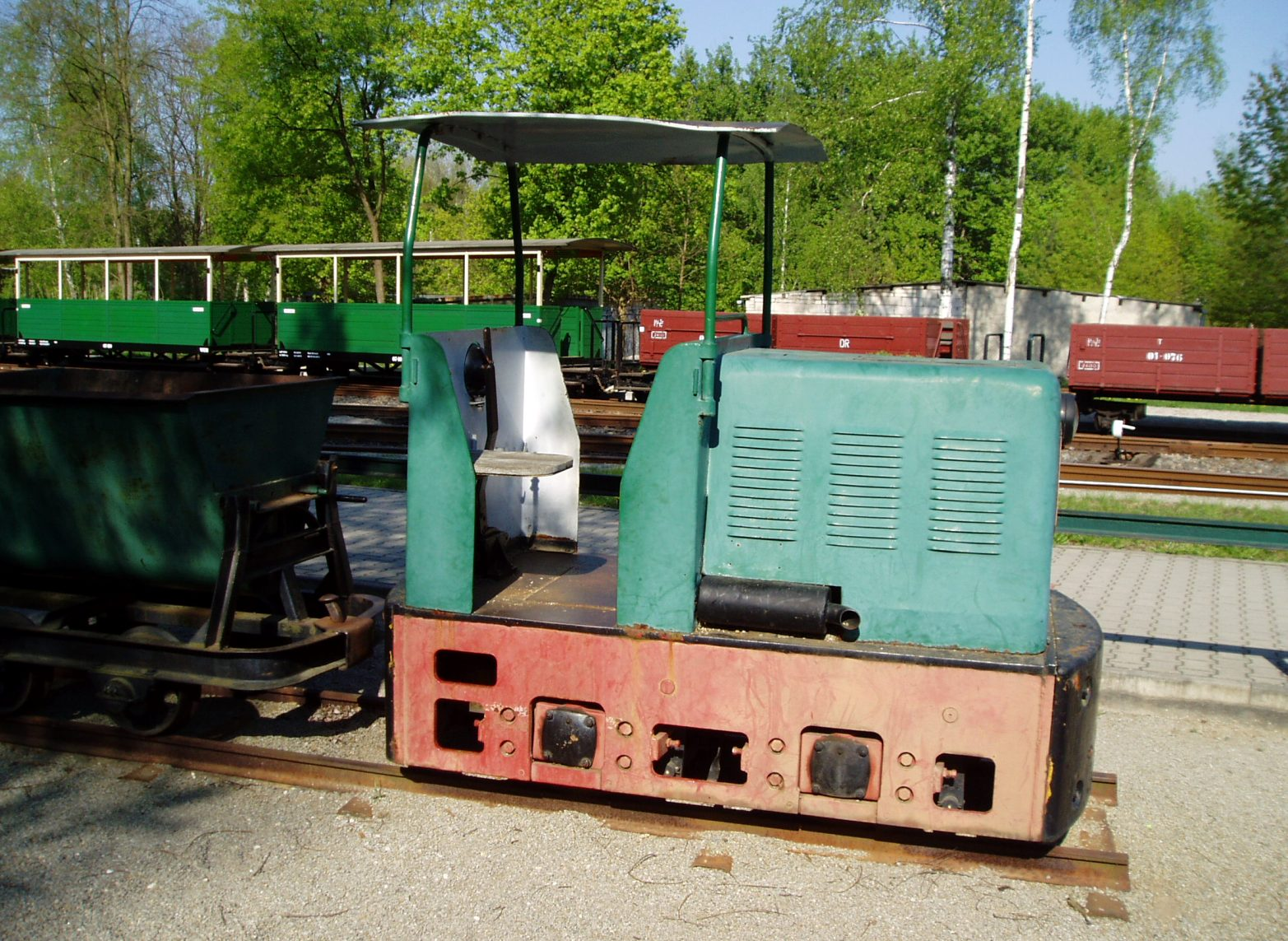
Lokomotywa spalinowa BN 15R

Kolej leśna w Bad Muskau (niem. Waldeisenbahn Muskau GmbH, pol. Mużakowska Leśna Kolej Wąskotorowa) – wąskotorowa kolej leśna i przemysłowa o rozstawie szyn 600 mm, funkcjonująca w przeszłości na terenach lasów Muskauer Heide w Saksonii (Górne Łużyce), a obecnie na skróconych odcinkach jako kolej turystyczna.

## Historia

### Początki
W 1867 Biała Woda (niem. Weißwasser/Oberlausitz) uzyskała połączenie kolejowe do Berlina i Görlitz, co wpłynęło na gospodarczy rozwój miasta. Towarzyszyło temu wydobycie węgla brunatnego, które rozwinęło się w tym czasie w wydmach mużakowskich (niem. Muskauer Faltenbogen). W 1883 Hermann Graf von Arnim nabył majątek mużakowski wraz z Białą Wodą i Mużakowem (niem. Bad Muskau). Był on zwolennikiem rozwoju przemysłu w regionie, w związku z czym, dla jego efektywnej obsługi, połączył lokalne zakłady koleją wąskotorową o rozstawie szyn 600 mm, która pierwotnie nosiła nazwę Graflich von Arnimsche Kleinbahn.
Pierwsza linia połączyła w 1895 kopalnię węgla brunatnego Caroline I koło Krauschwitz z platformą przeładunkową na obrzeżach Mużakowa (trakcja konna). W 1896 do eksploatacji weszły dwie pierwsze lokomotywy parowe (zakupione już w 1895), które dostarczyła firma Krauss z Monachium. Nastąpiła wkrótce rozbudowa sieci, która kilka lat później osiągnęła długość ponad 85 kilometrów. Od Mużakowa linie powiodły do Pechern na wschodzie, do Köbeln na północy oraz do gminy Tzschelln i Ruhlmühle na południowym zachodzie. Od 1921 główną stacją na sieci było Krauschwitz.

### Rozwój
Wraz ze wzrostem liczby przedsiębiorstw w regionie, usługi transportowe rozwijały się dynamicznie. Zakupiono wówczas znaczną liczbę parowozów i powiększono flotę wagonową, kupując je lub budując we własnym warsztacie. Największe przewozy zanotowano w 1940 (przemysł pracował wówczas intensywnie na wojenne potrzeby niemieckich nazistów). Na kolei pozostawało wtedy do dyspozycji jedenaście parowozów. W tym czasie do kolei leśnej przyjechały również pierwsze niewielkie lokomotywy spalinowe, ale wykonały głównie prace manewrowe w poszczególnych zakładach i na punktach przeładunkowych.
Warunki terenowe sprzyjały łatwej budowie tras. Większość torowisk ułożono na istniejących wcześniej drogach i ścieżkach. Zakłady dzieliła też niewielka odległość. Na pewnym odcinku linia prowadziła ulicami miasta Biała Woda. Istniała ona do 1933 i została usunięta dopiero w ramach prac drogowych i z powodu skarg mieszkańców. W rezultacie tej rozbiórki powstała oddzielna sieć Tzschellner Netz, która znajdowała się na południowy zachód od Białej Wody.
Koniec II wojny światowej uderzył w kolej mużakowską. Wiele zakładów przemysłowych, takich jak huty szkła i kopalnie węgla brunatnego, musiało zaprzestać działalności z powodu zniszczeń wojennych lub zostało rozebranych w latach 1945–1946 i wywiezionych przez wojska sowieckie, jako zdobycz wojenna. Utracono też wówczas lokomotywy, wagony i znaczną ilość materiału torowego. Ponieważ jednak w okresie powojennym ważne było podniesienie przemysłu ze zniszczeń, kolej leśna okazała się cały czas potrzebna. Nadal działała, przeszła jednak w 1951 pod zarząd Deutsche Reichsbahn. W następnych latach otwierano kolejne duże kopalnie węgla brunatnego w pobliżu Białej Wody. Ich punkty ładunkowe znajdowały się w Białej Wodzie i Halbendorf. W latach 50. XX wieku uruchomiono kopalnie odkrywkowe kopalni Frieden na polach Trebendorfer, które stanowiły główny ośrodek lokalnego wydobycia węgla brunatnego. Posiadane lokomotywy i wagony od początku lat 50. przestały wystarczać na potrzeby przewozowe przemysłu. Każdego dnia używano maksymalnie od sześciu do siedmiu lokomotyw parowych. Jedna z nich regularnie kursowała na osobnej sieci Tzschellner Netz.

### Schyłek
Wraz z zamknięciem kopalni Frieden w 1969 kolej leśna straciła swoje podstawowe źródło utrzymania. Jednak lokalne przedsiębiorstwa nadal potrzebowały węgla brunatnego, w związku z czym był on przywożony linią normalnotorową do Mużakowa, a stamtąd rozwożone koleją leśną do poszczególnych odbiorców. Już na początku lat 70. XX wieku planowano zamknięcie sieci. Krok ten odwlekał jednak niedostatek sieci drogowej w regionie. Otwarto nawet w tych latach nową linię do kopalni gliny i cegielni w Mühlrose. Ostatni nowy odcinek oddano do użytku w 1966. Kolej działała do 1991, kiedy to cegielnia Mühlrose zaprzestała produkcji. Od lat 70. XX wieku liczba klientów kolei stopniowo malała. Część linii została zdemontowana, a tabor częściowo rozprzedany. Oficjalne całkowite zaprzestanie działalności nastąpiło w marcu 1978. Znaczna część parowozów znalazła nowe zatrudnienie na kolejach muzealnych w Niemczech, a także w innych krajach europejskich. Lokomotywa parowa 99 3317 jako jedyna pozostała w sieci mużakowskiej (umieszczono ją na cokole w Białej Wodzie w 1979).

### Reaktywacja jako kolej turystyczna
W połowie lat 80. XX wieku w Białej Wodzie rozpoczęli działalność miłośnicy kolei, którzy postawili sobie za cel uratowanie choćby części sieci dawnej kolei leśnej, które jeszcze istniały w terenie. Nabyli wagony i wywalczyli zwrot czynnego parowozu 99 3317. Pierwsze specjalne przejazdy z ruchem pasażerskim (turystycznym) na odcinku Biała Woda – Mühlrose odbyły się w 1984. W 1988 rozpoczęto budowę stacji Teichstrasse wraz z bocznicami i peronami. Po upadku NRD starostwo powiatu Biała Woda postanowiło z inicjatywy stowarzyszenia Waldeisenbahn Muskau e.V. odbudować linię do Kromlau, którą oddano do użytku w 1992, m.in. w drodze robót publicznych. Nowa linia odgałęzia się na północ od stacji Kromlauer Weg i częściowo wykorzystuje starą trasę dawnej linii do glinianek. Początkowo obsługiwana była przez lokomotywy spalinowe LKM Ns 2. W 1993 założono przedsiębiorstwo Waldeisenbahn Muskau GmbH. W 1995 ponownie otwarto linię do Mużakowa, po jej zdemontowaniu pod koniec lat 70. XX wieku. W ramach robót publicznych zbudowano nowe półotwarte i zamknięte wagony osobowe na bazie byłych wagonów towarowych. Przed 100-leciem eksploatacji kolei uruchomiono ponownie parowóz 99 3317 (sierpień 1995). 99 3312, który stał w Oberoderwitz, został przeniesiony w 1994 z powrotem do Białej Wody. Od 1998 jest lokomotywą czynną.
W 2001, w drodze przekształcenia nieużytków poprzemysłowych, zbudowano lokomotywownię i muzeum (tzw. Plant Center). W 2008, w miejscu dawnej cegielni w Białej Wodzie powstało centrum serwisowe, które zapewnia obsługę techniczną kolei. W 2009 otwarto centrum informacji turystycznej dla zwiedzających. Liczba pasażerów przewożonych rocznie koleją mużakowską wynosi około 40 000.
Kolej prowadzi rozkładowy ruch turystyczny trakcją parową i spalinową. Trasy prowadzą przez atrakcyjne krajobrazowo tereny Geoparku Łuku Mużakowskiego.